# Réding
Réding [ʁedɛ̃] est une commune française située dans le département de la Moselle en région Grand Est.
Cette commune se trouve dans la région historique de Lorraine et fait partie du pays de Sarrebourg.
Ses habitants sont appelés les Rédingeois.

## Géographie
Réding est située dans le sud du département de la Moselle, près de Sarrebourg.

### Accès
La commune est traversée par la RN4 et proche de l'autoroute A4.
La gare de Réding est une importante gare de bifurcation. Située sur la ligne de Paris à Strasbourg, elle est aussi l'origine de la ligne de Réding à Metz-Ville et de la ligne de Réding à Diemeringen qui permet de raccorder la LGV Est aux lignes classiques.
Réding est desservie par la ligne no 1 du réseau iSibus.

### Communes limitrophes
| Sarraltroff | Hilbesheim Vieux-Lixheim | Brouviller  |
| Sarrebourg  | Réding                   | Hommarting  |
| Buhl        | Niderviller              | Guntzviller |

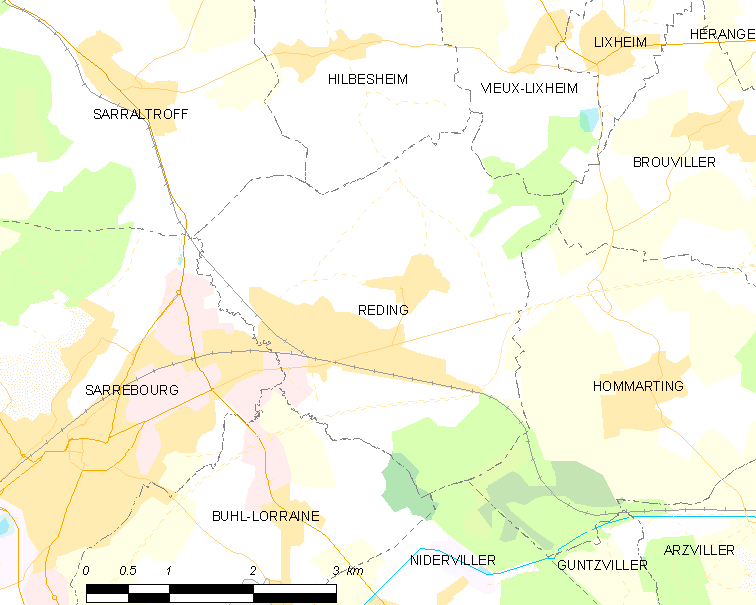
Carte de la commune.
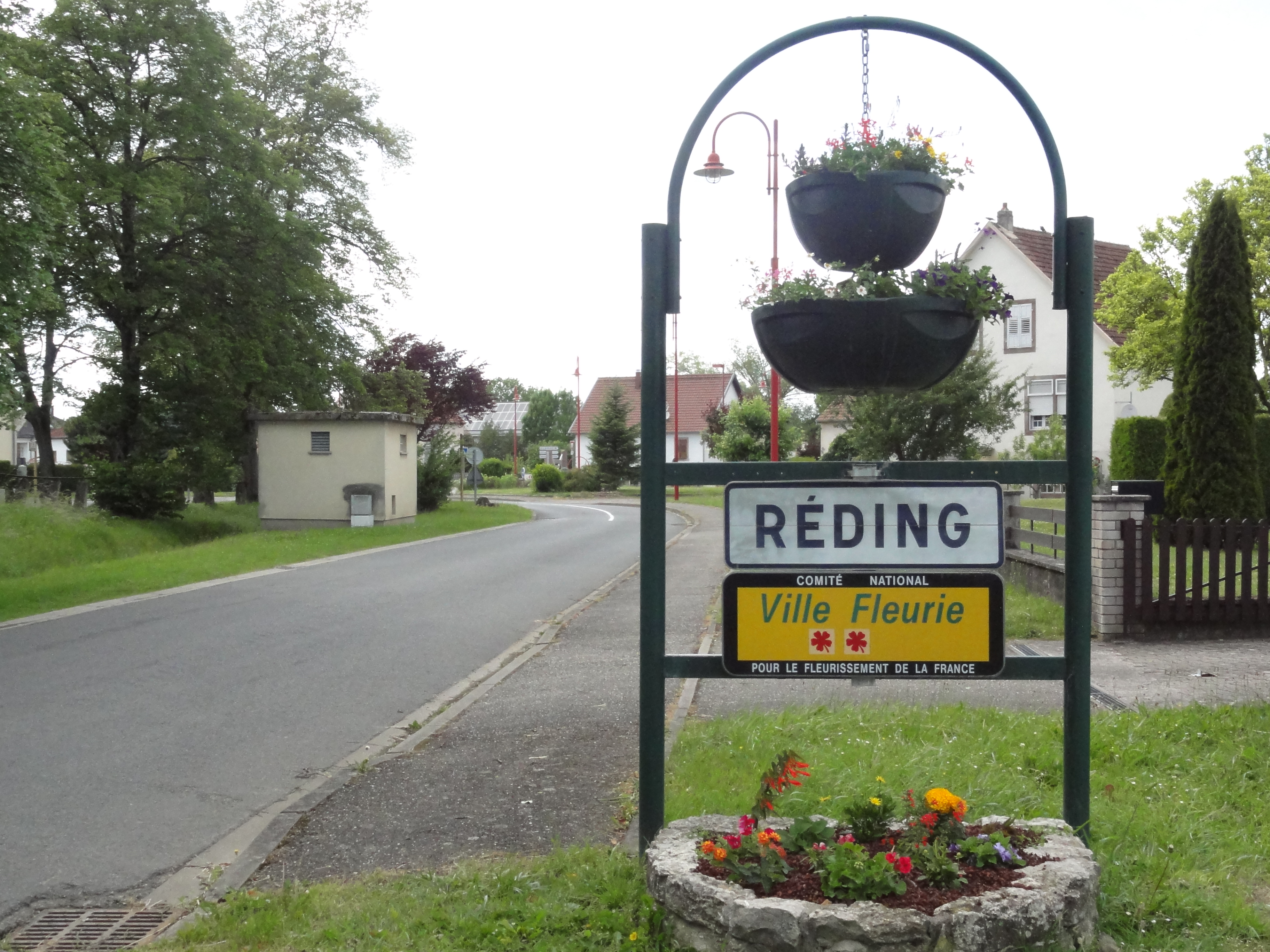
Entrée de la commune.

### Hydrographie
La commune est située dans le bassin versant du Rhin au sein du bassin Rhin-Meuse. Elle est drainée par la Bièvre, le ruisseau d'Eichmatte, le ruisseau l'Otterbach, le ruisseau le Bubenbach et le ruisseau le Steiglenbach.
La Bièvre, d'une longueur totale de 24,8 km, prend sa source dans la commune de Walscheid et se jette  dans la Sarre à Sarraltroff, après avoir traversé neuf communes.

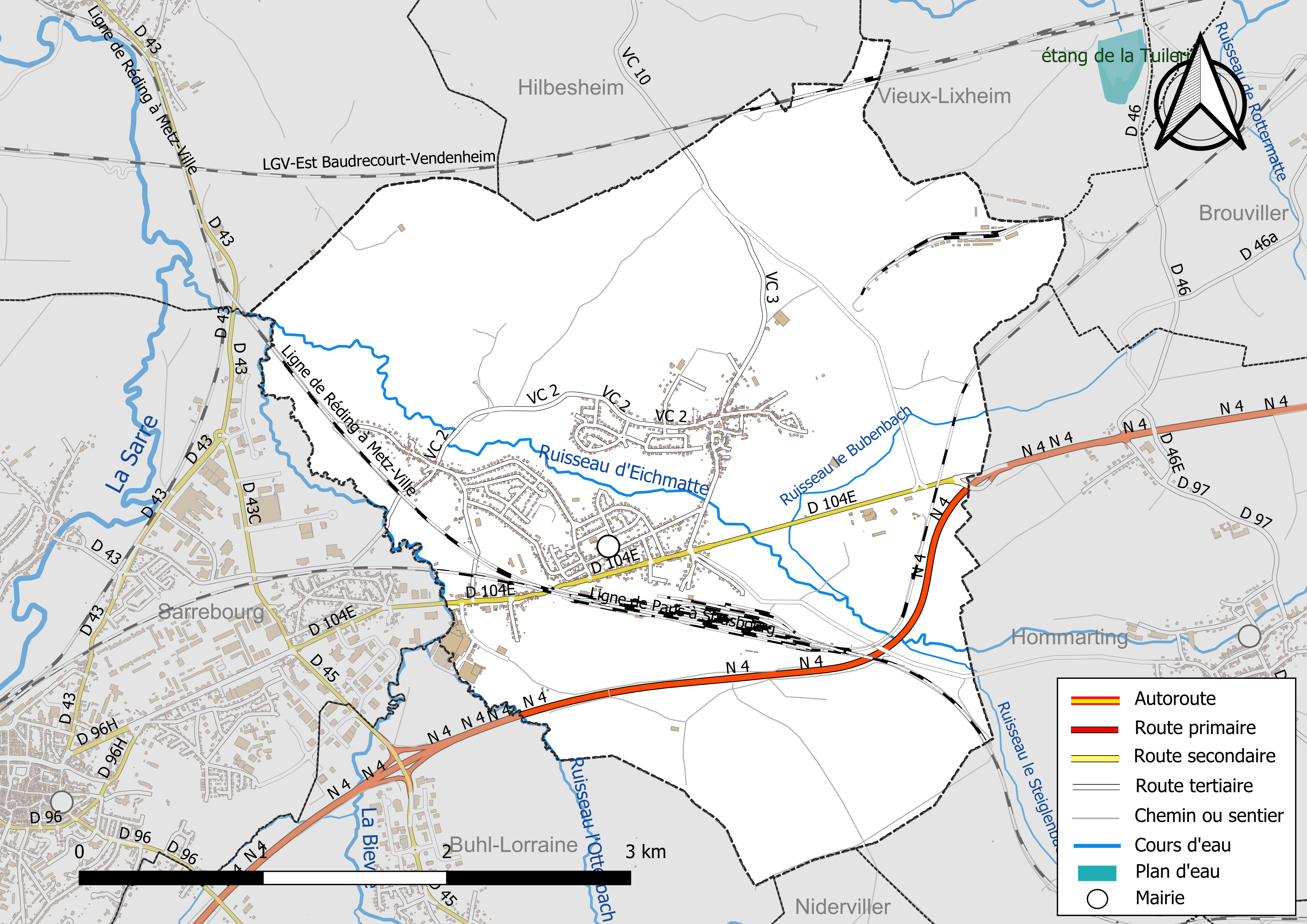
Réseaux hydrographique et routier de Réding.

La qualité des eaux des principaux cours d’eau de la commune, notamment de la Bievre, peut être consultée sur un site dédié géré par les agences de l’eau et l’Agence française pour la biodiversité.

### Climat
Pour des articles plus généraux, voir Climat du Grand Est et Climat de la Moselle.
En 2010, le climat de la commune est de type climat des marges montargnardes, selon une étude du Centre national de la recherche scientifique s'appuyant sur une série de données couvrant la période 1971-2000. En 2020, Météo-France publie une typologie des climats de la France métropolitaine dans laquelle la commune est exposée à un climat semi-continental et est dans la région climatique Vosges, caractérisée par une pluviométrie très élevée (1 500 à 2 000 mm/an) en toutes saisons et un hiver rude (moins de 1 °C).
Pour la période 1971-2000, la température annuelle moyenne est de 9,9 °C, avec une amplitude thermique annuelle de 17 °C. Le cumul annuel moyen de précipitations est de 936 mm, avec 12,3 jours de précipitations en janvier et 9,8 jours en juillet. Pour la période 1991-2020, la température moyenne annuelle observée sur la station météorologique de Météo-France la plus proche, « Nitting_sapc », sur la commune de Nitting à 11 km à vol d'oiseau, est de 10,4 °C et le cumul annuel moyen de précipitations est de 993,7 mm. 
La température maximale relevée sur cette station est de 37,9 °C, atteinte le 25 juillet 2019 ; la température minimale est de −19,4 °C, atteinte le 26 décembre 2010,,.
Les paramètres climatiques de la commune ont été estimés pour le milieu du siècle (2041-2070) selon différents scénarios d'émission de gaz à effet de serre à partir des nouvelles projections climatiques de référence DRIAS-2020. Ils sont consultables sur un site dédié publié par Météo-France en novembre 2022.

## Urbanisme

### Typologie
Au 1er janvier 2024, Réding est catégorisée ceinture urbaine, selon la nouvelle grille communale de densité à sept niveaux définie par l'Insee en 2022.
Elle appartient à l'unité urbaine de Sarrebourg, une agglomération intra-départementale regroupant trois  communes, dont elle est une commune de la banlieue,,. Par ailleurs la commune fait partie de l'aire d'attraction de Sarrebourg, dont elle est une commune de la couronne,. Cette aire, qui regroupe 87 communes, est catégorisée dans les aires de 50 000 à moins de 200 000 habitants,.

### Occupation des sols
L'occupation des sols de la commune, telle qu'elle ressort de la base de données européenne d’occupation biophysique des sols Corine Land Cover (CLC), est marquée par l'importance des territoires agricoles (68 % en 2018), en diminution par rapport à 1990 (70,1 %). La répartition détaillée en 2018 est la suivante : 
prairies (45,5 %), zones agricoles hétérogènes (21,1 %), zones urbanisées (15,9 %), forêts (12,1 %), mines, décharges et chantiers (2,1 %), zones industrielles ou commerciales et réseaux de communication (1,4 %), terres arables (1,4 %), milieux à végétation arbustive et/ou herbacée (0,5 %). L'évolution de l’occupation des sols de la commune et de ses infrastructures peut être observée sur les différentes représentations cartographiques du territoire : la carte de Cassini (XVIIIe siècle), la carte d'état-major (1820-1866) et les cartes ou photos aériennes de l'IGN pour la période actuelle (1950 à aujourd'hui).

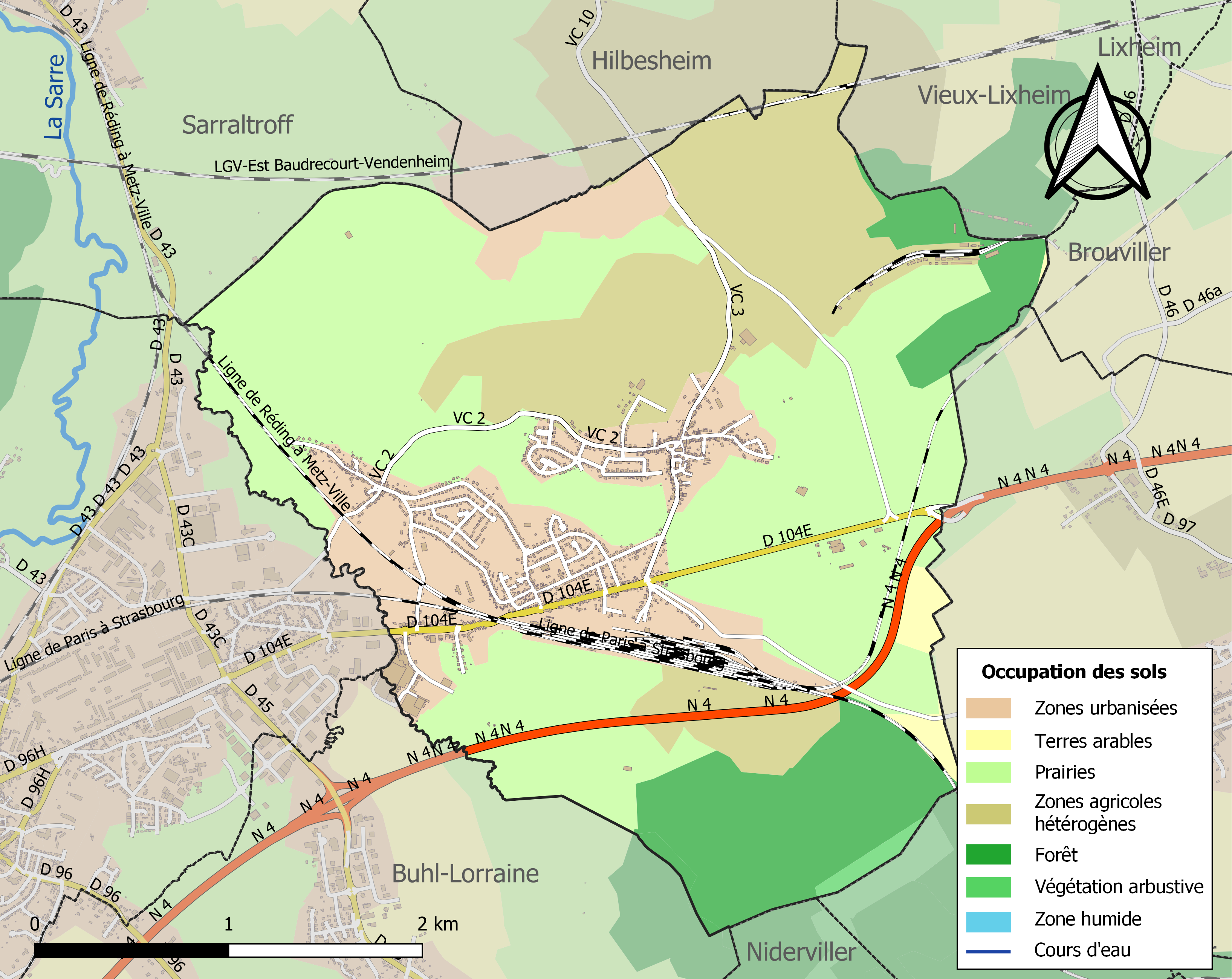
Carte des infrastructures et de l'occupation des sols de la commune en 2018 (CLC).

## Toponymie

### Réding
- Anciens noms[16],[17] : Rodinga (789), Rudingen (XIIIe siècle), Rudinge (1315), Rödingen (1337), Ruedenges (1389), Rudingen (1423), Reutingen (1490), Riedingen (1509), Rudingen/Redingen (1525), Ruding (1526), Ridingen (1573), Rudingen (1751), Reding (1793).
- Pendant les annexions allemandes : Rieding (1900-1918), Riedingen (1940–1944).

### Eich
- Grand-Eich : Eich, Eiche, Eche (XVe siècle) ; Eyche (1525) ; Eych (1526).

## Histoire
La première apparition du nom de Réding (Rodinga) date de 789, dans la description de l'abbaye de Wissembourg.
Le 6e jour des calendes de juillet (26 juin) voit la consécration de la chapelle de Grand Eich dédiée à saint Ulrich en 1035.
En 1361, il est fait mention dans l'archiprêtré de Sarrebourg d'une localité principale appelée Réding et d'une annexe dénommée Eich.
Réding subit de plein fouet la guerre de Trente Ans. En 1631, des 76 familles existantes alors, il ne subsistera que 15 habitants.
En 1661, avec le traité de Vincennes entre le duc de Lorraine et Louis XIV, Sarrebourg et Phalsbourg (avec Réding) sont enlevés à la Lorraine pour être rattachés aux Trois-Évêchés (Metz, Toul et Verdun). C'est alors que la commune devint française, désormais rattachée à la prévôté de Sarrebourg.
Entre 1795 et 1800, Réding a absorbé les communes de Eich et Petit Eich.
Conformément au traité de Francfort de 1871, Réding est annexée à l'Empire allemand comme l'ensemble de l'Alsace-Lorraine.
De 1874 à 1877, se déroula la construction de la gare de Réding. Le bâtiment de pur style germanique, est construit en grès rose.
En 1908, la commune est touchée par une épidémie de fièvre typhoïde.
La Première Guerre mondiale n'épargne pas Réding. Le monument aux morts bavarois témoigne de l'âpreté de la bataille de Sarrebourg. La commune redevient française à la fin des hostilités.
Un dépôt de munitions pour l'approvisionnement du secteur fortifié de la Sarre et pouvant accueillir une batterie d'artillerie lourde sur voie ferrée est construit au nord-est de la commune en 1935.
Réding est à nouveau annexée de 1940 à 1944.

## Politique et administration

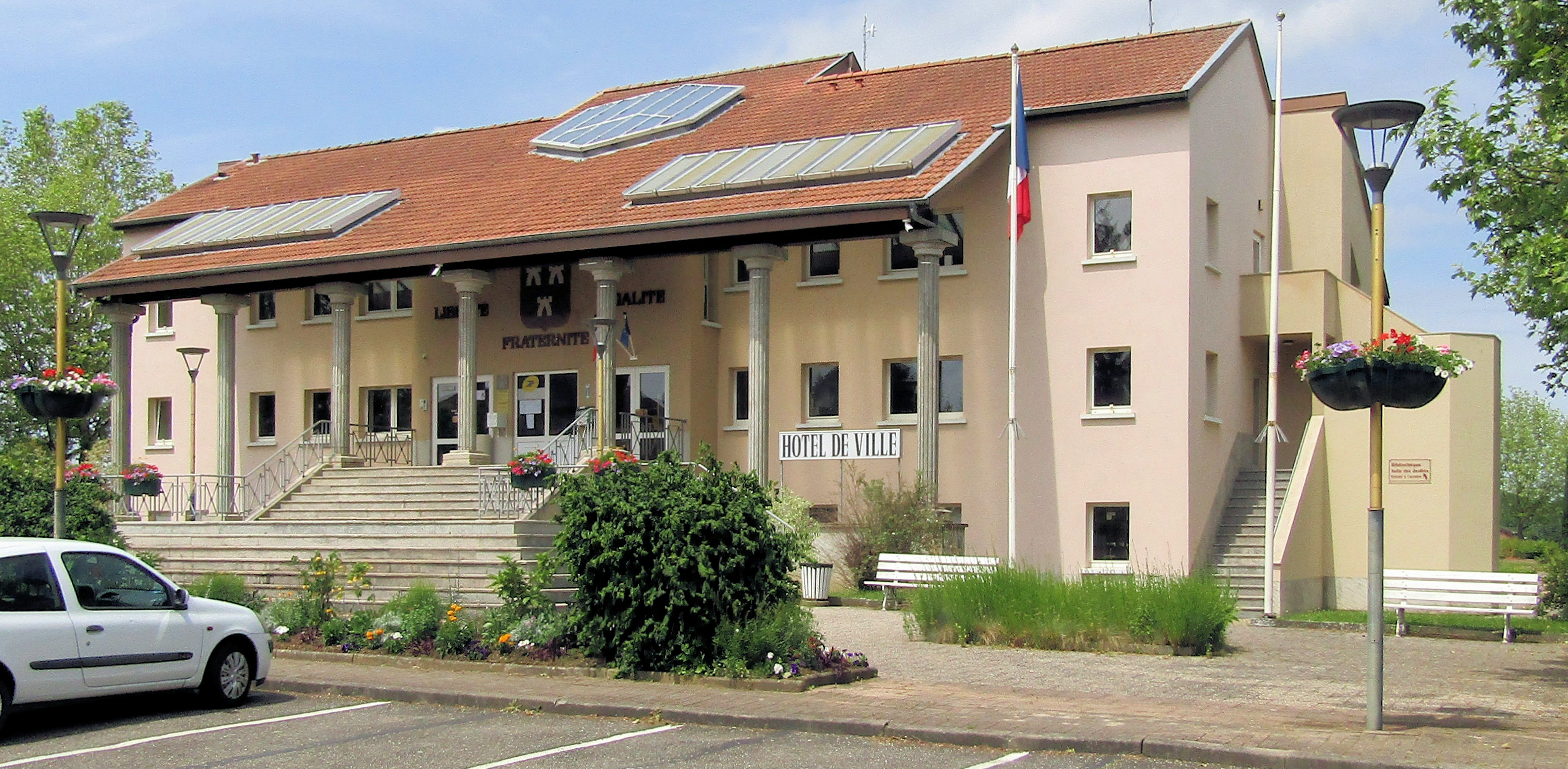
L'hôtel de ville.

| Période                                  | Période                    | Identité             | Étiquette    | Qualité                                                                                   |
| ---------------------------------------- | -------------------------- | -------------------- | ------------ | ----------------------------------------------------------------------------------------- |
| 1971                                     | 1993                       | Marcel Wolfersberger |              |                                                                                           |
| juillet 1993                             | mars 2014                  | Jean-Pierre Spreng   | RPR puis UMP | Retraité, maire honoraire (2015) Conseiller général du canton de Sarrebourg (2002 → 2015) |
| mars 2014                                | En cours (au 28 mars 2024) | Denis Loutre         | SE           | Fonctionnaire                                                                             |
| Les données manquantes sont à compléter. |                            |                      |              |                                                                                           |

## Démographie
L'évolution du nombre d'habitants est connue à travers les recensements de la population effectués dans la commune depuis 1793. Pour les communes de moins de 10 000 habitants, une enquête de recensement portant sur toute la population est réalisée tous les cinq ans, les populations de référence des années intermédiaires étant quant à elles estimées par interpolation ou extrapolation. Pour la commune, le premier recensement exhaustif entrant dans le cadre du nouveau dispositif a été réalisé en 2008.

En 2022, la commune comptait 2 307 habitants, en évolution de −4,11 % par rapport à 2016 (Moselle : +0,52 %, France hors Mayotte : +2,11 %).
| 1793 | 1800 | 1806 | 1821 | 1831 | 1836 | 1841 | 1846 | 1851 |
| ---- | ---- | ---- | ---- | ---- | ---- | ---- | ---- | ---- |
| 267  | 749  | 682  | 874  | 962  | 881  | 877  | 901  | 946  |

| 1856 | 1861 | 1871 | 1875 | 1880 | 1885 | 1890  | 1895  | 1900  |
| ---- | ---- | ---- | ---- | ---- | ---- | ----- | ----- | ----- |
| 848  | 900  | 811  | 842  | 980  | 986  | 1 028 | 1 043 | 1 039 |

| 1905  | 1910  | 1921  | 1926  | 1931  | 1936  | 1946  | 1954  | 1962  |
| ----- | ----- | ----- | ----- | ----- | ----- | ----- | ----- | ----- |
| 1 139 | 1 204 | 1 214 | 1 242 | 1 462 | 1 524 | 1 536 | 1 597 | 1 739 |

| 1968  | 1975  | 1982  | 1990  | 1999  | 2006  | 2008  | 2013  | 2018  |
| ----- | ----- | ----- | ----- | ----- | ----- | ----- | ----- | ----- |
| 1 704 | 1 907 | 2 283 | 2 336 | 2 337 | 2 445 | 2 482 | 2 424 | 2 361 |

| 2022  | - | - | - | - | - | - | - | - |
| ----- | - | - | - | - | - | - | - | - |
| 2 307 | - | - | - | - | - | - | - | - |

## Économie
La Zone artisanale Horizon se situe à l'est de la commune. Le village abrite plusieurs entreprises.
Les locaux de la société Ferco, spécialisée dans la fabrication de serrures et ferrures, sont notamment installés à Réding.
La commune compte également plusieurs commerces.

## Sport
Réding compte plusieurs clubs sportifs.
Le club de foot de la ville est l'A.S. Réding. Il a été fondé en 1936. Il comprend plusieurs équipes de niveaux différents, dont l'équipe fanion qui évolue en Régionale 3.
Le club de tennis de Réding, dont la création date de 1977, fut fondé par Jean Bourst. Son équipe 1 évolue en pré-nationale.
Le club de pétanque de la commune fut fondé en 2002, à l'initiative de Guy Pronnier. Il est à ce jour présidé par Jean-Paul Frank. De temps à autre l'association organise des concours et rencontres sportives.
La commune comprend également un club d'auto buggy télécommandée. Il a été créé par Jean-Marie Deschaseaux. L'Auto Buggy Club de Réding accueille de nombreuses compétitions, certaines d'envergure internationale comme le championnat du monde de motos télécommandées en 2024,.

## Culture locale et patrimoine

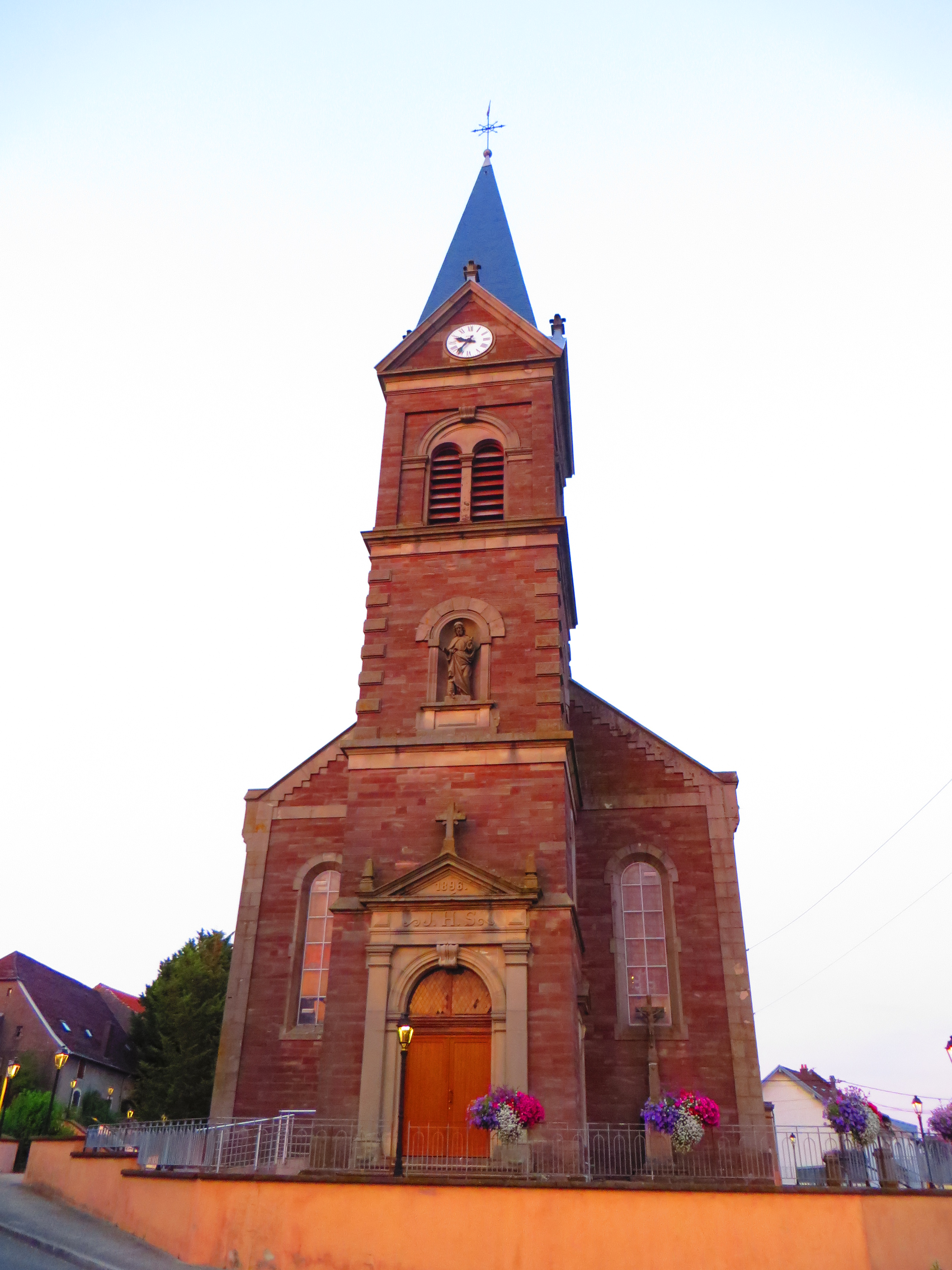
Réding Église Saint-Pierre.

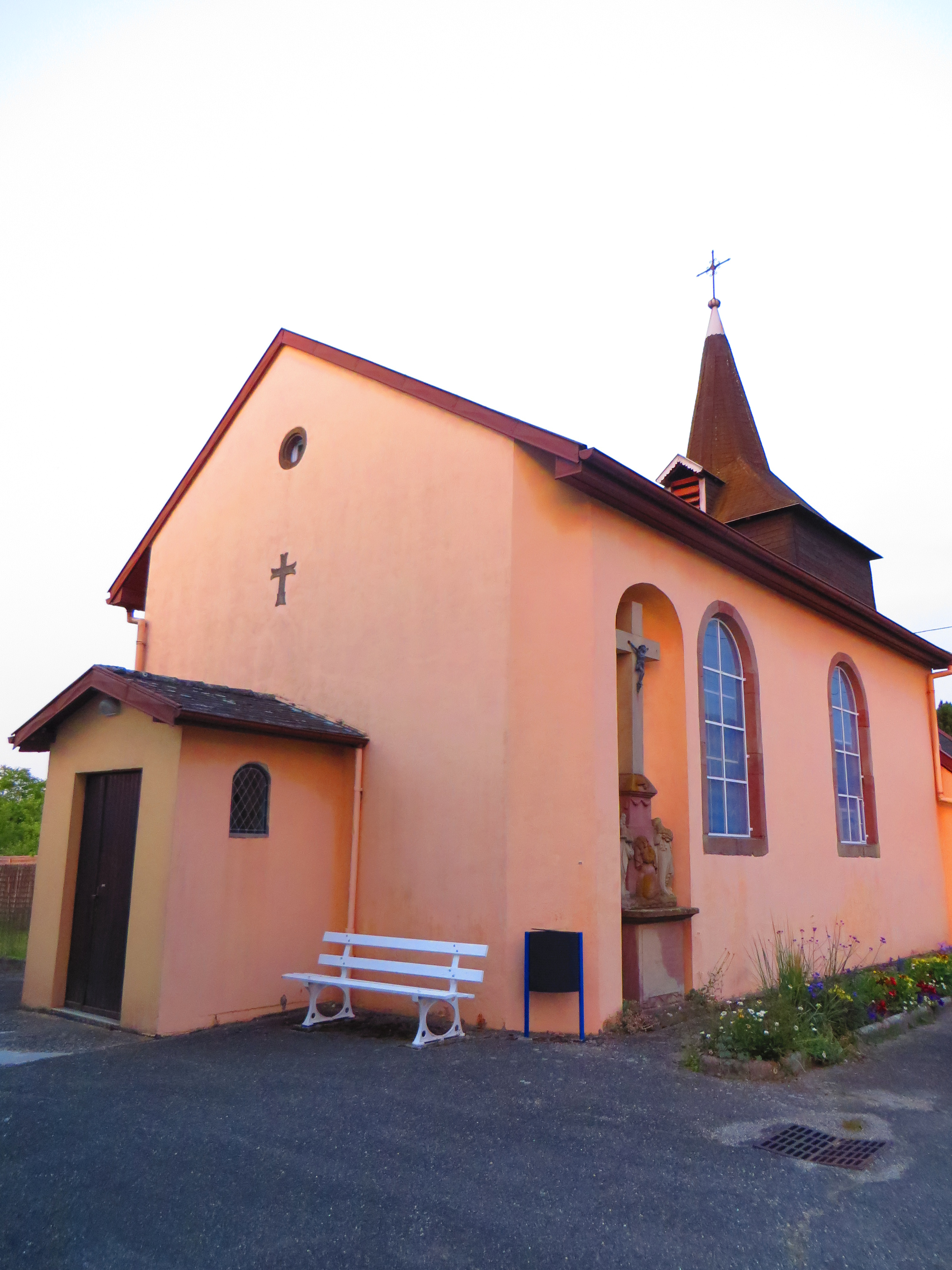
Grand- Eich Chapelle Saint-Ulrich.

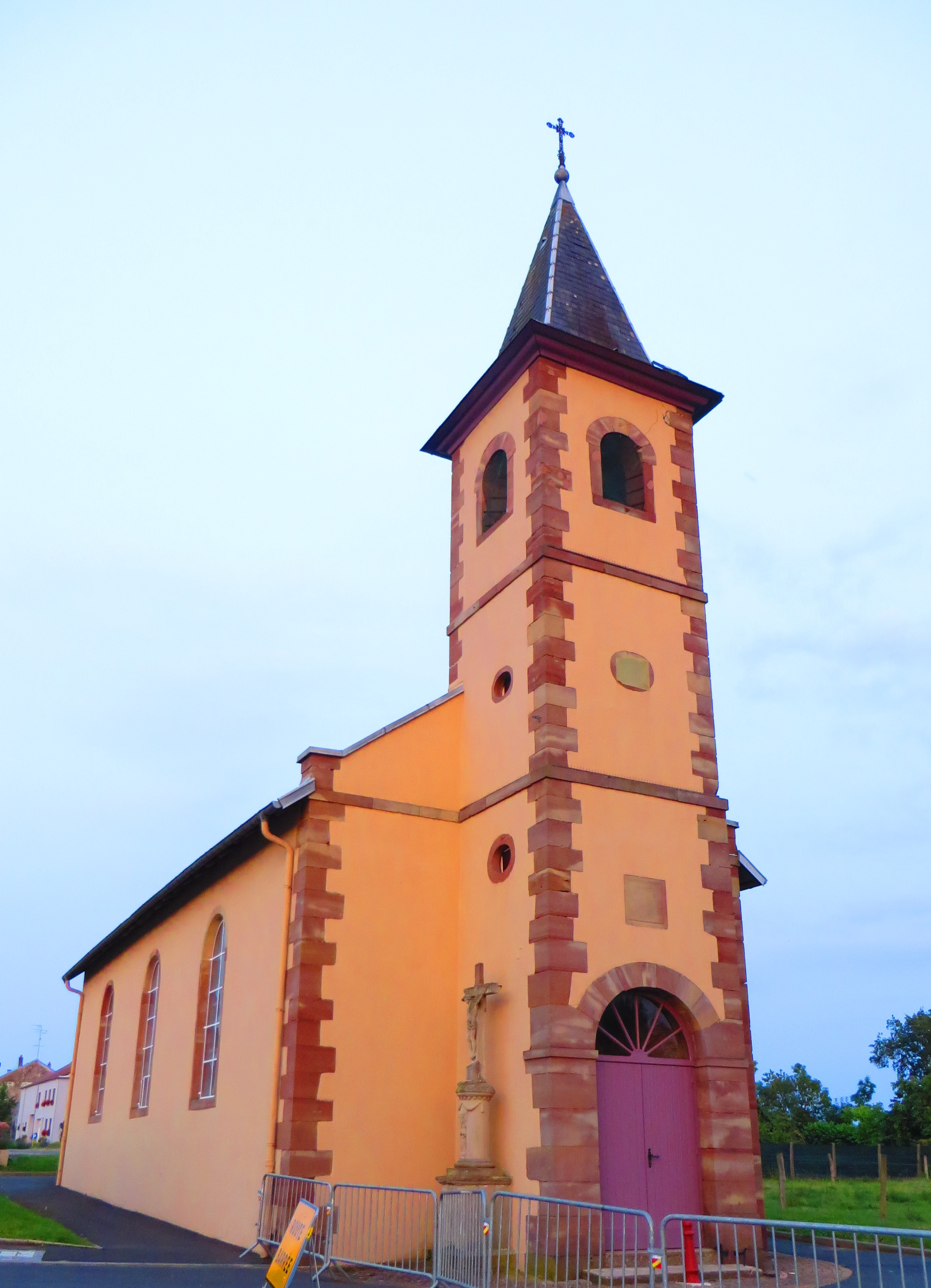
Petit-Eich Chapelle Saint-Louis.

### Lieux et monuments
- Passage d'une voie romaine et vestiges de trois villas ;
- Vestiges du château ;
- Le monument des Bavarois, inauguré le 15 novembre 1914 en mémoire de l’artillerie bavaroise qui pilonna depuis ce point les positions françaises lors de la bataille de Sarrebourg en août 1914[33].

#### Stèle du Lieutenant Michel Laffont
La commune abrite une stèle érigé en l'honneur et à la mémoire du Lieutenant Michel Laffont. Il se sacrifia afin d'éviter que son avion ne s'écrase, à la suite d'une panne moteur, sur le village et ses habitants le 21 mars 1958.
Une cérémonie d'hommage a été organisé lors de l'inauguration de la stèle le 17 septembre 2011. Cette dernière se situe au croisement entre la rue de Saintignon et la rue du Château.

#### Structure du giratoire Est
Le rond-point à l'entrée Est de la ville est surmonté d'une structure réalisé par l'artiste Eric Alvarez, en 2011. Elle représente un chemin de fer stylisé qui symbolise le carrefour ferroviaire qu'est la commune entre Nancy et Metz.

#### Édifices religieux
- Église Saint-Pierre 1754 : clocher 1896 ; boiseries XVIIIe siècle ;
- Chapelle de Petit-Eich 1852.

##### Chapelle de Grand-Eich
La Chapelle de Grand-Eich est un édifice du Moyen-Age, consacré le 26 juin 1035. Elle était initialement dédié à Saint-Ulrich avant de passer sous le patronage de Sainte-Agathe.
Elle abrite plusieurs fresques du XIIIe siècle, notamment au niveau du chœur ainsi que sur la voute de l'édifice. Cette dernière représente les quatre évangiles, sous la forme d'un aigle, un taureau, d'un lion et d'un ange. Une statue du XVIe siècle, de style populaire, représentant Saint-Ulrich s'y trouve également.

### Célébrations locales
La fête traditionnelle de la kirb est célébrée dans la commune, en octobre, depuis de nombreuses décennies. En 2016, cette célébration prend plus d'envergure avec l'ajout de la manifestation Réding en fête qui lui est accolée. Des manifestations de la campagne Octobre rose y sont parfois associées.
Comme dans d'autres communes de France, les sapeurs-pompiers de Réding célèbrent chaque année, le 30 novembre, la cérémonie de la Sainte Barde.

#### Évènements locaux
Chaque année se tient dans la commune le concours « Maisons Fleuries ». Les lauréats sont désignés par la commission municipale « Environnement et cadre de vie », dont les membres arpentent et photographies les maisons fleuries de Réding.

### Personnalités liées à la commune
- Eloy Lévêque (1856-1920), vétérinaire et homme politique de l'Empire allemand.

### Héraldique
| Blason de Réding | Blason  | De gueules à trois tours d'or ouvertes du champ. |
| Blason de Réding | Détails | Le statut officiel du blason reste à déterminer. |

## Pour approfondir